# اريك د. جونسون
اريك د. جونسون (بالإنجليزية: Eric D. Johnson)‏ هو موسيقي أمريكي، ولد في 7 يونيو 1976 في كينوشا في الولايات المتحدة.

## وصلات خارجية
- الموقع الرسمي
- اريك د. جونسون على موقع IMDb (الإنجليزية)
- اريك د. جونسون على موقع ميوزك برينز (الإنجليزية)
- اريك د. جونسون على موقع ديسكوغز (الإنجليزية)
- اريك د. جونسون على موقع ديسكوغز (الإنجليزية)
- اريك د. جونسون على موقع قاعدة بيانات الفيلم (الإنجليزية)